# Sofie De Vuyst
Sofie De Vuyst (Zottegem, 2 de abril de 1987) es una ciclista belga. Es pareja del también ciclista profesional Bart De Clercq.
En septiembre de 2019 había fichado por el Mitchelton-Scott para el año 2020; sin embargo, en noviembre del mismo año dio positivo en un control antidopaje realizado fuera de competición y el contrato quedó suspendido a la espera de los resultados de la muestra B.

## Palmarés
2011
- 2.ª en el Campeonato de Bélgica en Ruta

2012
- 2.ª en el Campeonato de Bélgica Contrarreloj

2013
- 3.ª en el Campeonato de Bélgica en Ruta

2014
- 3.ª en el Campeonato de Bélgica en Ruta

2015
- 3.ª en el Campeonato de Bélgica en Ruta
- 3.ª en el Campeonato de Bélgica Contrarreloj

2018
- 1 etapa del Tour de Feminin-O cenu Českého Švýcarska

2019
- Flecha Brabanzona